# Joris Brenninkmeijer
Joris Brenninkmeijer (14 september 1969) is een Nederlands schaker. Hij is internationaal meester (IM). Anno 2023 komt hij uit namens Groninger Combinatie in de Meesterklasse.

## Schaakcarrière
Brenninkmeijer werd op jonge leeftijd lid bij de Schaakclub Lewenborg en stapte in 1985 over naar grotere en meer prestigieuze Schaakclub Groningen.
In 1984 werd hij Nederlands jeugdkampioen in de categorie t/m 16 jaar en in 1986 in de categorie t/m 20 jaar. In 1987 werd hij derde op het Europees Kampioenschap schaken voor junioren, achter winnaar Boris Gelfand en nummer 2 Vasyl Ivantsjoek.
Eind jaren 80 t/m de jaren 90 behoorde hij tot de topschakers van Nederland. In 1989 werd hij Open Nederlands kampioen van Nederland. Een jaar later behaalde hij een tweede plaats op het Nederlands kampioenschap schaken 1990, op slecht een half punt van Jeroen Piket.
Hij won het Kloostertoernooi in Ter Apel (1991). Zijn enige grootmeesternorm behaalde hij in 1995 bij het Sonnevancktoernooi in Wijk aan Zee door toernooiwinnaar Friso Nijboer te verslaan.
In 1993 nam hij deel aan het thematoernooi Evansgambiet waarbij hij samen met Erik Hoeksema op de eerste plaats eindigde.
Brenninkmeijer heeft nooit een bestaan professioneel schaker geambieerd en richtte zich in plaats daarvan op een maatschappelijke carrière. Wel speelt hij regelmatig mee in de Meesterklasse. Vanaf 1991 deed hij dat namens HSG, vanaf 2002 namens Schaakclub Groningen, dat sinds 2015 is opgegaan in Groninger Combinatie,

## Externe koppelingen
- (en)   Informatie over schaakpartijen van Joris Brenninkmeijer op ChessGames.com
- (en)   Informatie over schaakpartijen van Joris Brenninkmeijer op 365chess.com
- (en)  FIDE-ratinggegevens voor Joris Brenninkmeijer